# Stockholm School of Economics Institute for Research

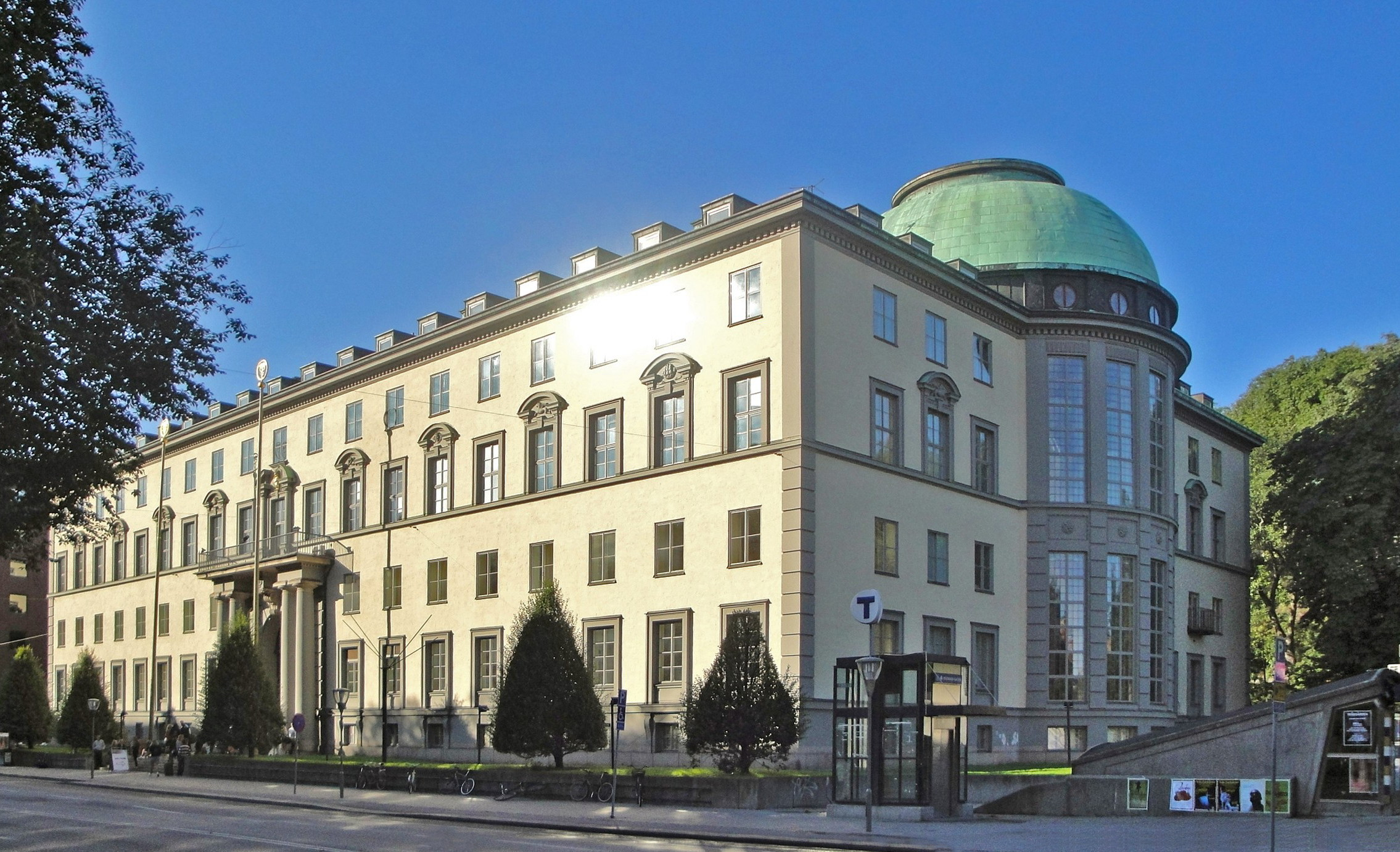
SIR vid Handelshögskolan i Stockholm

Stockholm School of Economics Institute for Research, SIR (svenska: Handelshögskolan i Stockholms forskningsinstitut, till 2010 Ekonomiska forskningsinstitutet, EFI, engelska: Economic Research Institute, ERI) är ett forskningsinstitut i Stockholm grundat år 1929 med uppdrag att bedriva forskning inom ekonomi och handel.
Institutet är del av Handelshögskolan i Stockholm och fungerar som en paraplyorganisation som koordinerar verksamheten för 12 av högskolans forskningscentra, belägna på högskolans institutioner.
SIR delar ut ett årligt pris, kallat the SSE Research Award.

## Historia

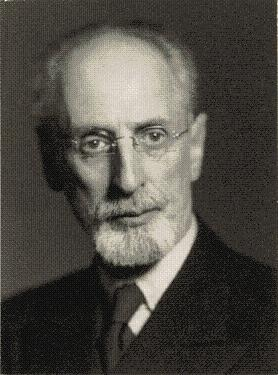
Eli Heckscher, Sveriges första professor i ekonomisk historia (HHS 1929–1945), sägs vara ansvarig för att ekonomisk historia numera är ett självständigt ämne vid svenska högskolor.

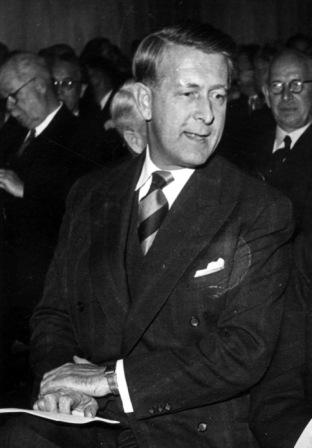
Bertil Ohlin tilldelades Sveriges Riksbanks pris i ekonomisk vetenskap till Alfred Nobels minne 1977 tillsammans med James Meade. Hans viktigaste bidrag är Heckscher-Ohlin-teoremet.

Institutet grundades år 1929 av bland andra professor Eli Heckscher vid Handelshögskolan i Stockholm och är ett av Sveriges äldsta ekonomiska forskningsinstitut. Det har rönt stor uppmärksamhet i Sverige och internationellt under största delen av 1900-talet, inte minst genom Stockholmsskolan (ekonomi) med professorerna Bertil Ohlin och Gunnar Myrdal, som lade den teoretiska grunden för den moderna svenska välfärdsstaten. Både Myrdal och Ohlin erhöll senare Sveriges Riksbanks pris i ekonomisk vetenskap till Alfred Nobels minne.

## Organisation
Forskningen vid Handelshögskolan i Stockholm är organiserad i olika institut. Det största av dessa institut är SIR. Institutet koordinerar verksamheten för 12 av Handelshögskolans forskningscentra, belägna på högskolans institutioner. Institutet fungerar som en paraplyorganisation för ingående forskningscentra. Det koordinerar deras verksamhet, sköter förvaltningen deras av forskningsmedel och publiceringen av deras forskningsresultat.
Stockholm School of Economics Institute for Researchs syfte är idag att "främja, genomföra och publicera högkvalitativ forskning inom de ekonomiska och sociala vetenskaperna" I dag arbetar de flesta av institutets forskare inom områdena nationalekonomi och företagsekonomi samt inom närliggande discipliner såsom finansiell ekonomi och juridik. Institutet driver en stor mängd projekt som finansieras av organisationer utanför högskolan.

### Lista över SIRs forskningscentra
Nedan följer en lista över de forskningscentra vid Handelshögskolan i Stockholms institutioner, som ingår i Stockholm School of Economics Institute for Research (SIR).
Namn på forskningscentrum, institution.
- Center for Accounting and Managerial Finance (AMF)

Institutionen för redovisning och finansiering
- Center for Arts, Business & Culture (ABC)

Institutionen för företagande och ledning
- Center for the Study of Business Markets

Institutionen för marknadsföring och strategi
- Center for Strategy and Competitiveness (CSC)

Institutionen för marknadsföring och strategi
- Stockholm Center for Civil Society Studies (SCCSS)

- Center for Consumer Marketing (CCM)

Institutionen för marknadsföring och strategi
- Center for Entrepreneurship and Business Creation (CEBC)

Institutionen för företagande och ledning
- Center for Governance and Management Studies (CGMS)

Institutionen för företagande och ledning
- Center for Human Resource Management and Knowledge work

Institutionen för företagande och ledning
- Center for Information and Communication Research (CIC)

Institutionen för marknadsföring och strategi
- Center for Media and Economic Psychology (CeMEP)

Institutionen för marknadsföring och strategi
- Center for Innovation and Operations Management (CIOM)

Institutionen för företagande och ledning
- Stockholm Centre for Organizational Reseach (SCORE)

Institutionen för företagande och ledning

## SSE Research Award
Stockholm School of Economics Institute for Research delar sedan 1992 årligen ut ett pris, benämnt SSE Research Award (tidigare EFI Research Award) till personer som "aktivt bidragit till att skapa goda förutsättningar för forskning inom de administrativa och ekonomiska vetenskaperna". Priset överlämnas av Handelshögskolan i Stockholms rektor till pristagaren vid en årlig ceremoni på högskolan.
Institutet ger också årligen ut SSE's Yearbook (svenska: Handelshögskolan i Stockholms årsbok, även kallad SIR's Yearbook, till 2010 EFIs Book of the Year) som innehåller en samling essäer skrivna av forskare vid Handelshögskolan och är tillägnad vinnaren av SSE Research Award.

### Lista över mottagare av SSE Research Award
År, namn på mottagare, titel på årsboken, författare, förlag.

### 2020
- Tor Gabriel Bonnier

Globala Affärer. Tidlösa principer och strategiska ramverk.
Melén Hånell, S., Rovira Nordman, E., Tolstoy, D., Wetter, E. Ekerlids Förlag (2020)

### 2017
- Peter Wallenberg Jr

Managing Digital Transformation.
Andersson, P., Movin, S., Mähring, M., Teigland, R., and Wennberg, K.(eds.) SIR (2018)

### 2016
- Marie Ehrling

Sustainable Development and Business.
Kallifatides, M., Lerpold, L. (eds.) et al. SIR (2017)

### 2015
- Marcus Wallenberg

Risker och riskhantering i näringsliv och samhälle.
Wahlund, R. (red) et al. SIR (2016)

### 2014
- Tomas Söderberg

Marknadsföring och påverkan på konsumenten.
Söderlund, M. (red.) et al. SIR & Studentlitteratur (Lund)

#### 2013
- Carl Bennet[2]

Det mogna tjänstesamhällets förnyelse. Affärsmodeller, organisering och affärsrelationer.
Andersson, P., Axelsson, B. & Rosenqvist, C. (red.). SIR & Studentlitteratur (Lund).

#### 2012
- Carl Johan Bonnier[2]

Expertsamhällets organisering - Okunskapens triumf?
Furusten, S., Werr, A. (red.). SIR & Studentlitteratur (Lund).

#### 2011
- Anders Nyrén[2]

Morgondagens Industri. Att sätta spelregler och flytta gränser.
Benson, I., Lind, J., Sjögren, E. & Wijkström, F. (red.). SIR & Studentlitteratur (Lund).

#### 2010

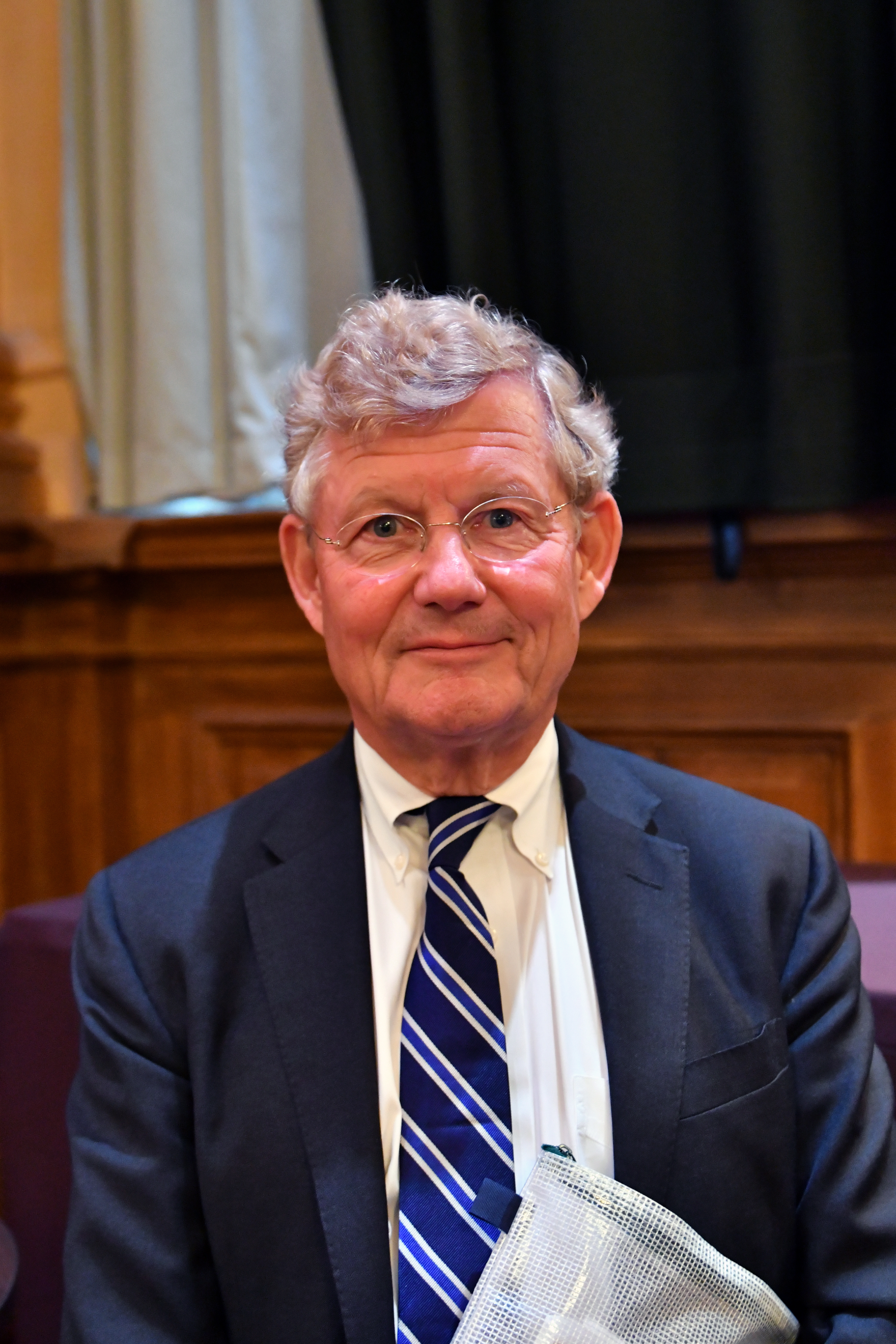
Jacob Wallenberg (född 1956), SSE Research Award 2010

- Jacob Wallenberg

Verksamhetsutveckling i världsklass.
Åhlström, P. (red.). SIR & Studentlitteratur (Lund).

#### 2009
- Stefan Persson[vem?]

Entreprenörskap på riktigt. Teoretiska och praktiska perspektiv.
Holmquist, C. (red.). EFI & Studentlitteratur (Lund).

#### 2008
- Per Bergman & Göran Tidström[4]

Redovisning i fokus.
Jennergren, P., Lind, J., Schuster, W. & Skogsvik, K. (red.). EFI & Studentlitteratur (Lund).

#### 2007
- Urban Karlström

Beyond Mobility.
Andersson, P., Essler, U. och Thorngren, B. (red.). EFI & Studentlitteratur (Lund).

#### 2006
- Fredrik Lundberg (finansman)

IT & Business Performance: A Dynamic Relationship.
Lundeberg, M., Mårtensson, P. & Mähring, M. (red.). EFI & Studentlitteratur (Lund).

#### 2005

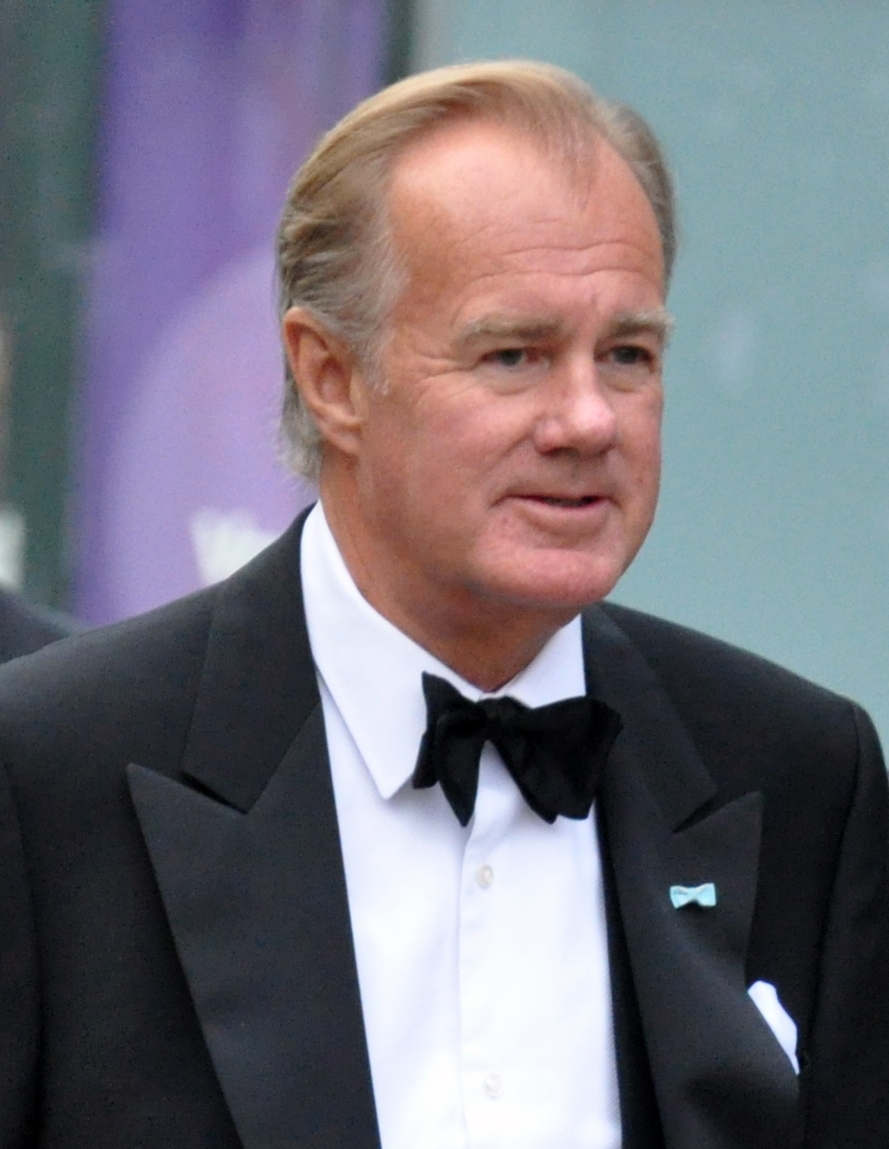
Stefan Persson, SSE Research Award 2009

- Tom Hedelius

En illusion av frihet?: Företag och organisationer i regelsamhället.
Svedberg Nilsson, K., Henning, R. & Fernler, K. (red.). EFI & Studentlitteratur (Lund).

#### 2004
- Edvard Söderberg

Emotioner och värderingar i näringslivet.
Sevón, G. & Sjöberg, L. (red.). EFI (Stockholm).

#### 2003
- Curt G. Olsson

Globalization and Its Enemies.
Lundahl, M. (red.). EFI (Stockholm).

#### 2002
- Sören Gyll

Scener ur ett företag.
Löwstedt, J. & Stymne, B. (red.). EFI & Studentlitteratur (Lund).

#### 2001
- Jan-Olof Brånstad & Ulf Edstedt

Läkemedel: kostnad eller resurs för sjukvården.
Jönsson, B. (red). EFI (Stockholm).

#### 2000
- Roland Fahlin & Lennart Hjalmarson

I huvudet på kunden.
Söderlund, M. (red). EFI & Liber (Stockholm).

#### 1999

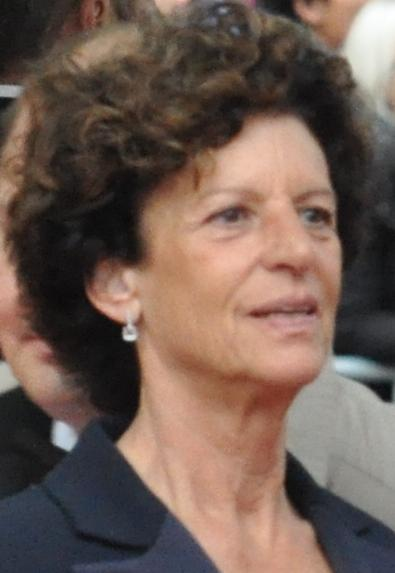
Antonia Ax:son Johnson, SSE Research Award 1999

- Antonia Ax:son Johnson

Osynlig företagsledning.
Johnson Sjöstrand, S.-E., Sandberg, J. & Tyrstrup, M. (red.). EFI & Studentlitteratur (Lund).

#### 1998
- Björn Svedberg

Studier i kostnadsintäktsanalys.
Jennergren, P. (red.). EFI (Stockholm).

#### 1997
- Tore Browaldh

Från optionsprissättning till konkurslagstiftning. Essäer om finansiella teorier, institutioner och marknader.
Bergström, C. & Björk, T. (red.). EFI (Stockholm).

#### 1996
- Jacob Palmstierna

Att föra verksamheten framåt. Människor och informationssystem i samverkan.
Lundeberg, M. & Sundgren, B. (red.). EFI & Studentlitteratur (Lund).

#### 1995
- Peter Wallenberg

Ekonomisk politik i omvandling.
Jonung, L. (red.). EFI (Stockholm).

#### 1994
- Johan Söderberg

Företag och marknader – dynamik i nätverk.
Mattsson, L.-G. & Hultén, S. (red.). EFI & Nerenius och Santérus (Stockholm).

#### 1993
- Bertil Edlund & Sten Lundvall

Redovisningens roller.
Samuelson, L. & Östman, L. (red.). EFI (Stockholm).

#### 1992
- Jan Wallander

Företagsledning – bortom etablerad teori.
Sjöstrand, S.-E. & Holmberg, I. (red.). EFI & Studentlitteratur (Lund).